# Harbunowszczyzna
Harbunowszczyzna (biał. Гарбуноўшчына, Harbunouszczyna; ros. Горбуновщина, Gorbunowszczina) – wieś na Białorusi, w obwodzie mińskim, w rejonie kleckim, w sielsowiecie Szczepicze, przy drodze republikańskiej R12.

## Historia
W dwudziestoleciu międzywojennym leżała w Polsce, w województwie nowogródzkim, w powiecie nieświeskim, do 1 października 1927 w gminie Łań, następnie w gminie Kleck. W 1921 miejscowość liczyła 251 mieszkańców, zamieszkałych w 43 budynkach, w tym 250 Białorusinów i 1 Polaka. 250 mieszkańców było wyznania prawosławnego i 1 rzymskokatolickiego.
Po II wojnie światowej w granicach Związku Sowieckiego. Od 1991 w niepodległej Białorusi.